# Sonar a scafo

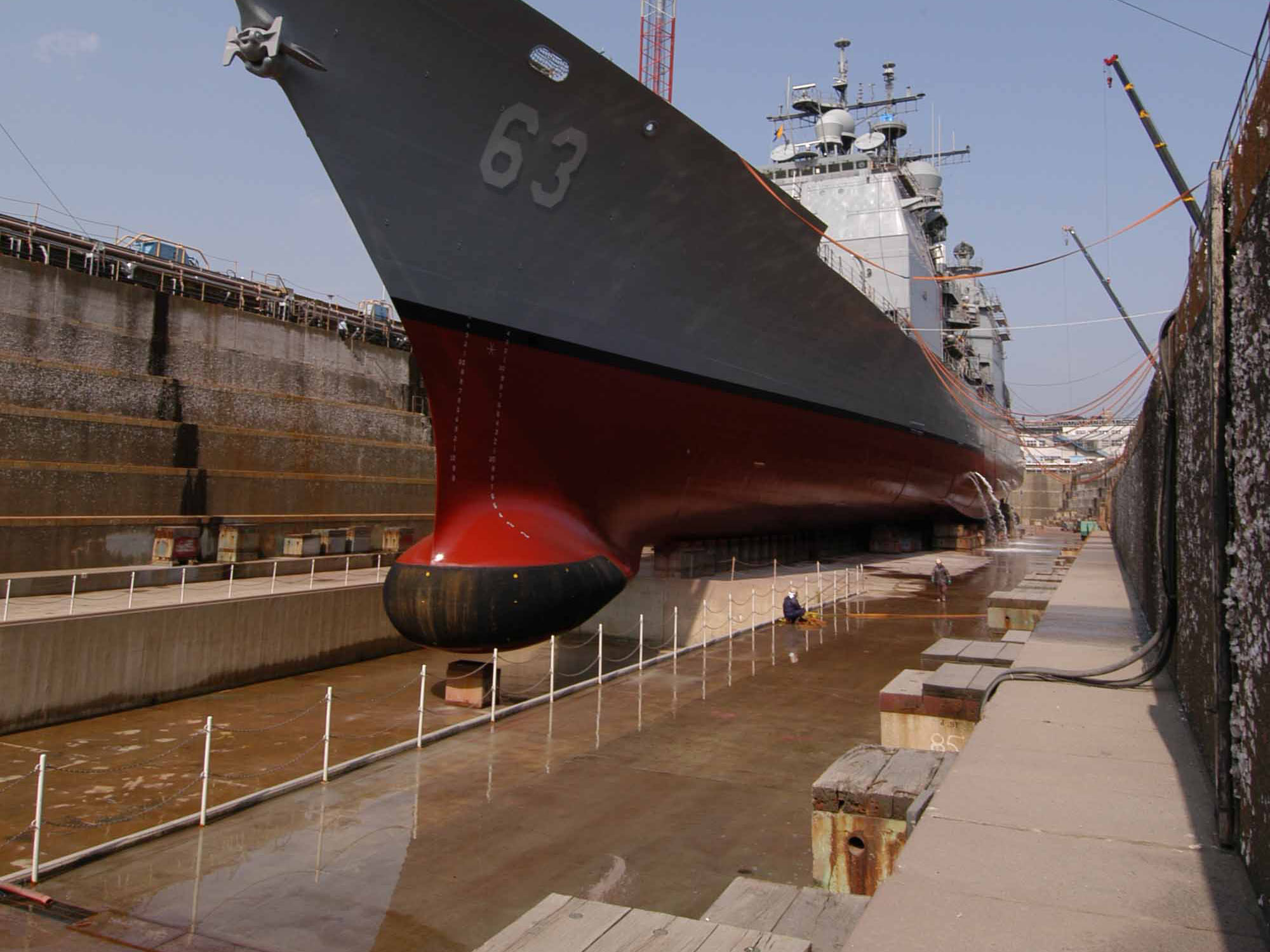
Un sonar a scafo AN/SQS-53 montato sull'incrociatore USS Cowpens (CG-63).

Il sonar a scafo è quel tipo di sonar nel quale il trasduttore o l'idrofono è fissato allo scafo della nave o del sottomarino. A volte può essere chiamato anche sonar di chiglia nel caso sia montato in quella posizione. Spesso viene installato anche nel bulbo prodiero di molte navi militari. Invece nei sottomarini è usuale montarlo nella sezione anteriore della prua, e perfino nelle parti laterali del battello.  
Per la realizzazione di un sonar a scafo si possono utilizzare anche basi idrofoniche conformi che hanno un aspetto e una forma adatta a questo impiego. In tal caso le basi idrofoniche seguono e si adattano alla forma dello scafo, e ciò è fondamentale per i sottomarini che non devono avere troppe parti sporgenti.

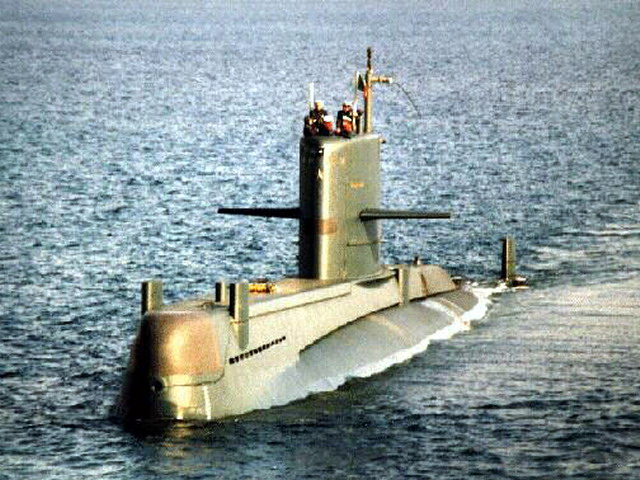
Il sonar a prua del sottomarino Sauro è ben evidente in questa fotografia.

In inglese il sonar a scafo è indicato con la parola hull sonar. Tuttavia è spesso utilizzato anche il termine bow sonar che significa letteralmente sonar di prua, e questo termine è impiegato quando il sonar si trova in tale posizione.

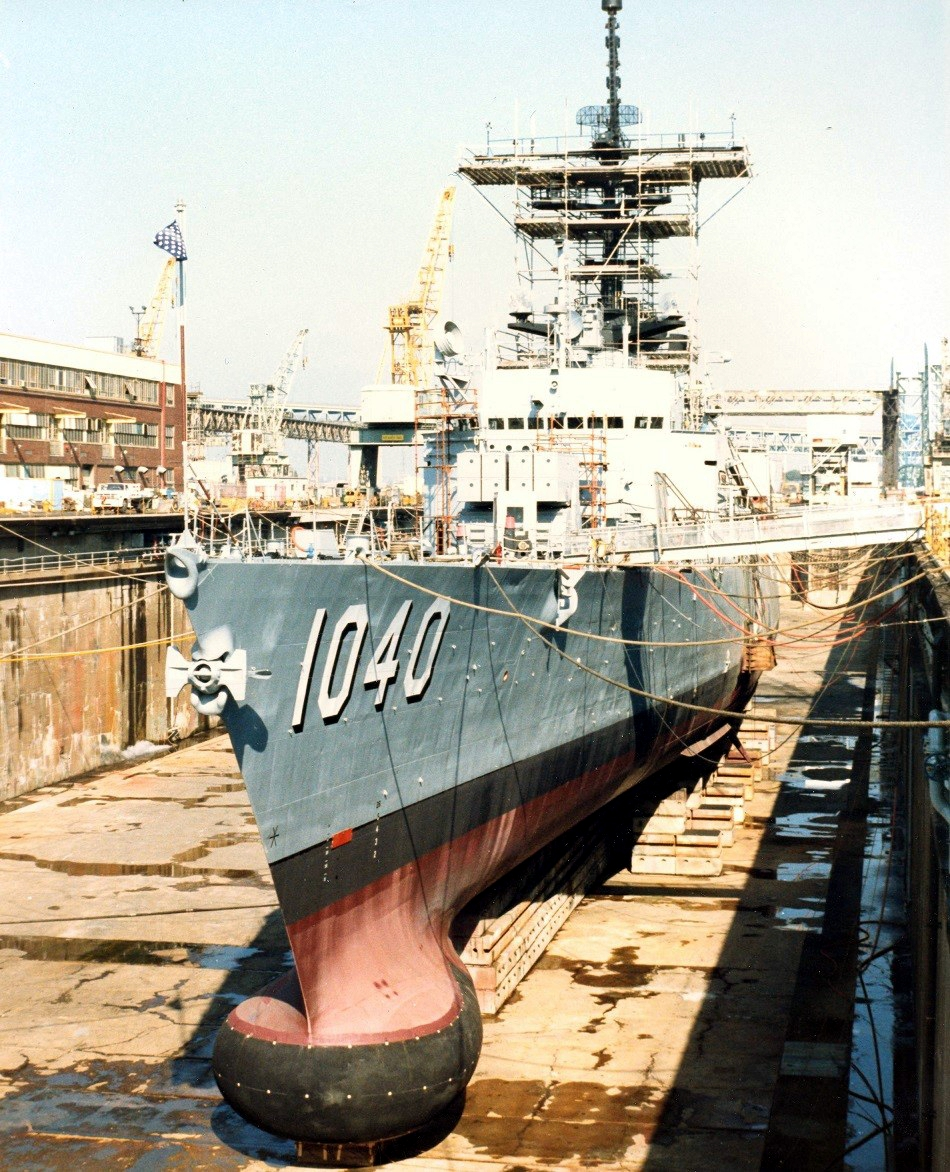
Un sonar a scafo AN/SQS-26 montato sulla fregata USS Garcia (FF-1040).